# Kieran Richardson
Kieran Edward Richardson, född 21 oktober 1984 i Greenwich, London, är en engelsk fotbollsspelare som spelar för Cardiff City. Han har tidigare spelat för Sunderland, Manchester United och Fulham. Fredagen den 11 juli 2014 blev han klar för sin nya klubb Aston Villa.